# Lista de echinodermata

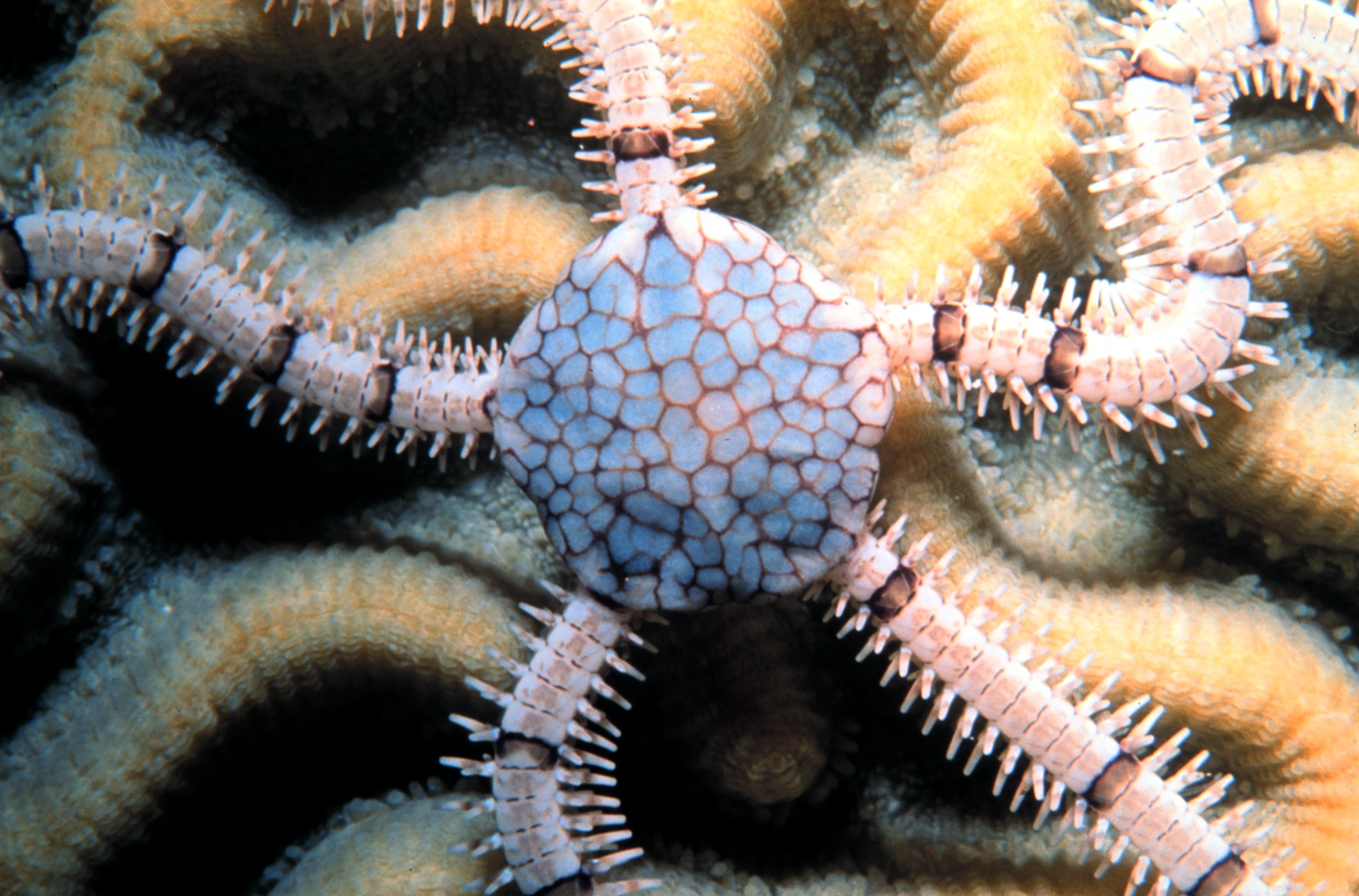
Ophionereis reticulata

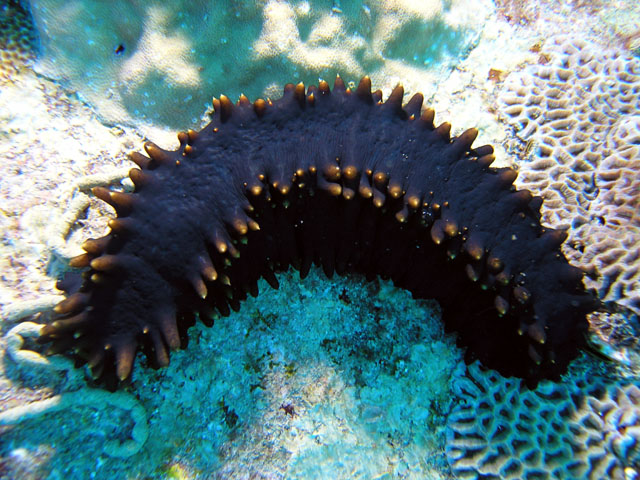
Holoruthoidea

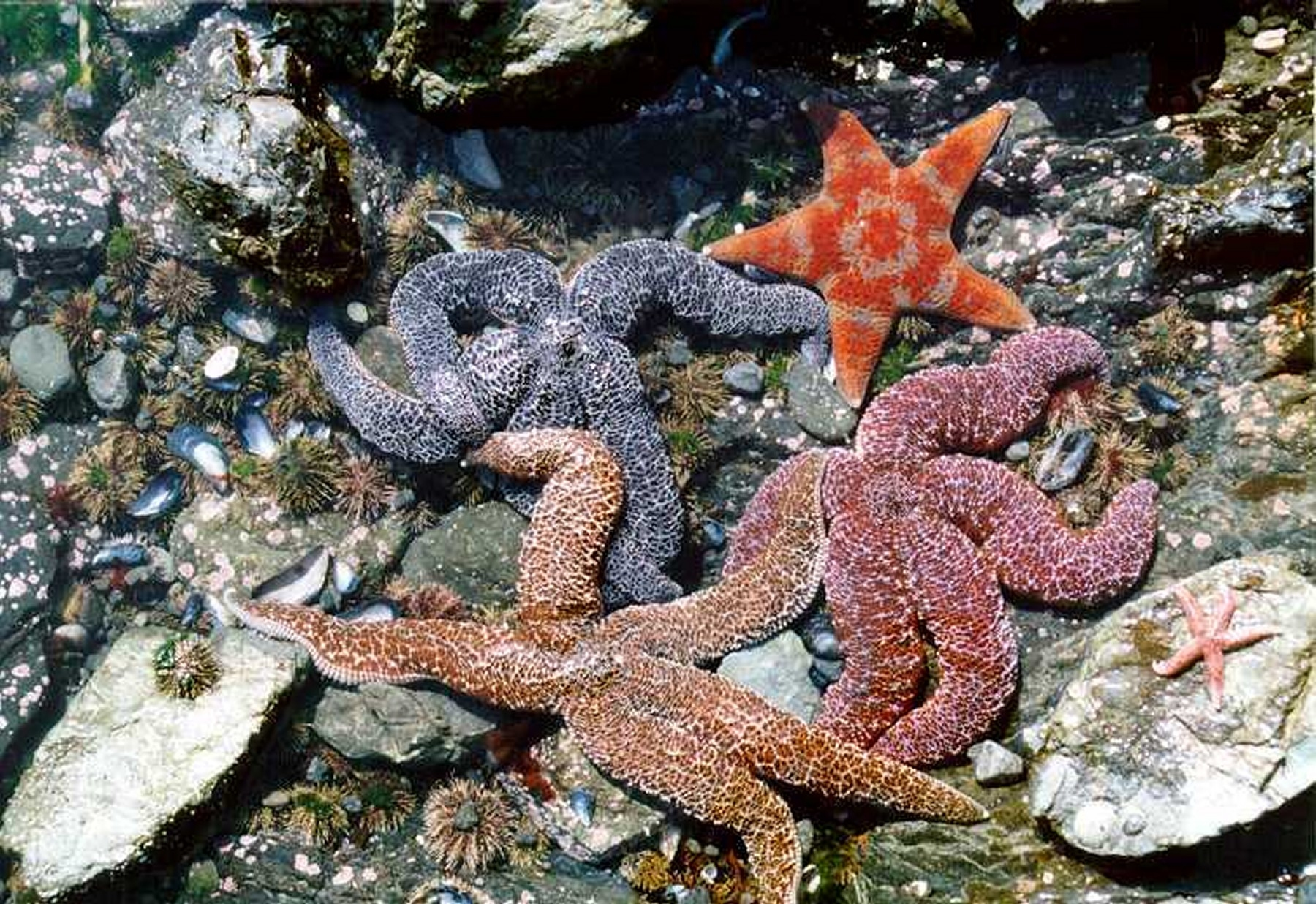
Asteroidea

Lista de echinodermata refiere aos classes e ordems e as 7000 espécies de Echinodermata.

## SubfiloHomostelea†

### ClasseHomoiostelea†
Não ha ordems conhecidos, cuatro géneros incluyendo Cothurnocystis.

## SubfiloCrinozoa

### ClasseCrinoidea

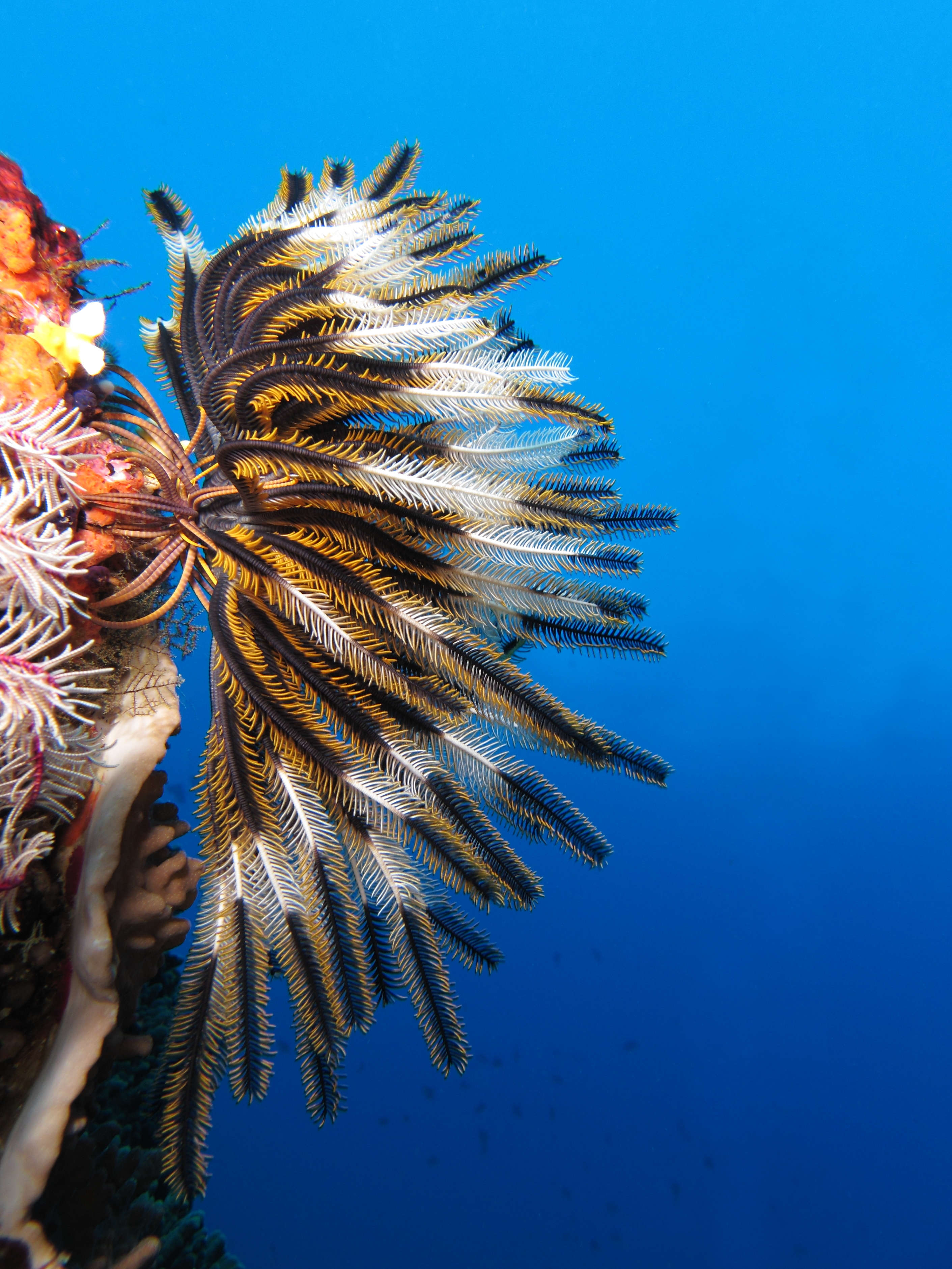
Crinoid

- Subclasse Articulata (540 espécies)
  - Ordem Bourgueticrinida
  - Ordem Comatulida
  - Ordem Cyrtocrinida
  - Ordem Isocrinida
  - Ordem Millericrinida
- Subclasse †Flexibilia
- Subclasse †CamerataCamerata
- Subclasse †Disparida

### ClasseParacrinoidea†
Não hay ordems, 13 a 15 géneros se conhece.

### ClasseCystoidea†

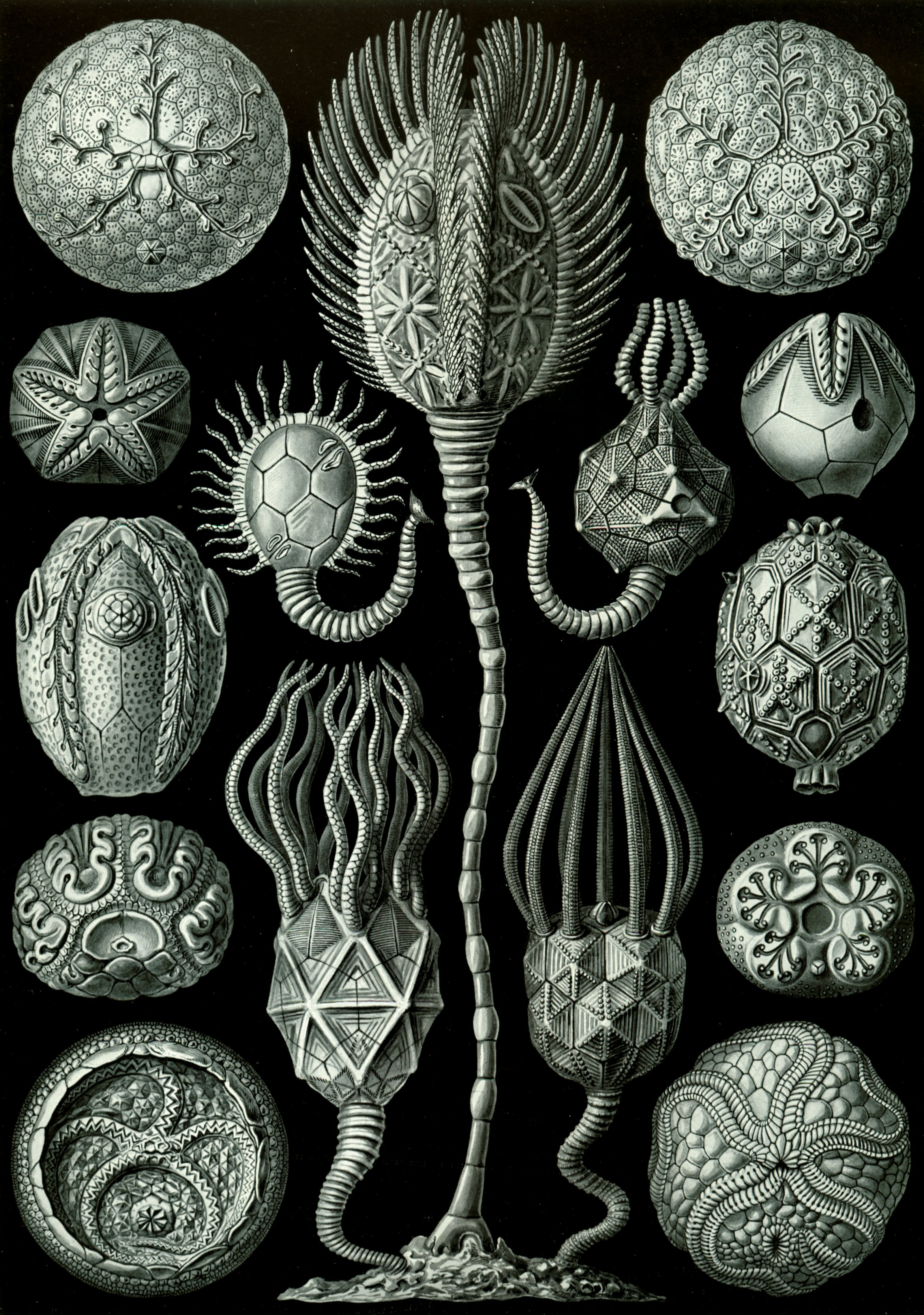
Haeckel Cystoidea

Não se conhece ordems.

### ClasseEdrioasteroidea†
Não se conhece ordems.

## SubfiloAsterozoa

### Classe Ophiuroidea (Brittle stars
- - Ordem Oegophiurida
  - Ordem Ophiurida
  - Ordem Phrynophiurida

### Classe Asteroidea (Starfish)
- Infraclasse Concentricycloidea
  - Peripodida
- Superordem Forcipulatacea
  - Brisingida
  - Forcipulatida
- Superordem Spinulosacea
  - Spinulosida
- Superordem Valvatacea
  - Notomyotida
  - Paxillosida
  - Valvatida
- Velatida[2]
- † Calliasterellidae
- † Trichasteropsida

## SubfiloEchinozoa

### ClasseEchinoidea

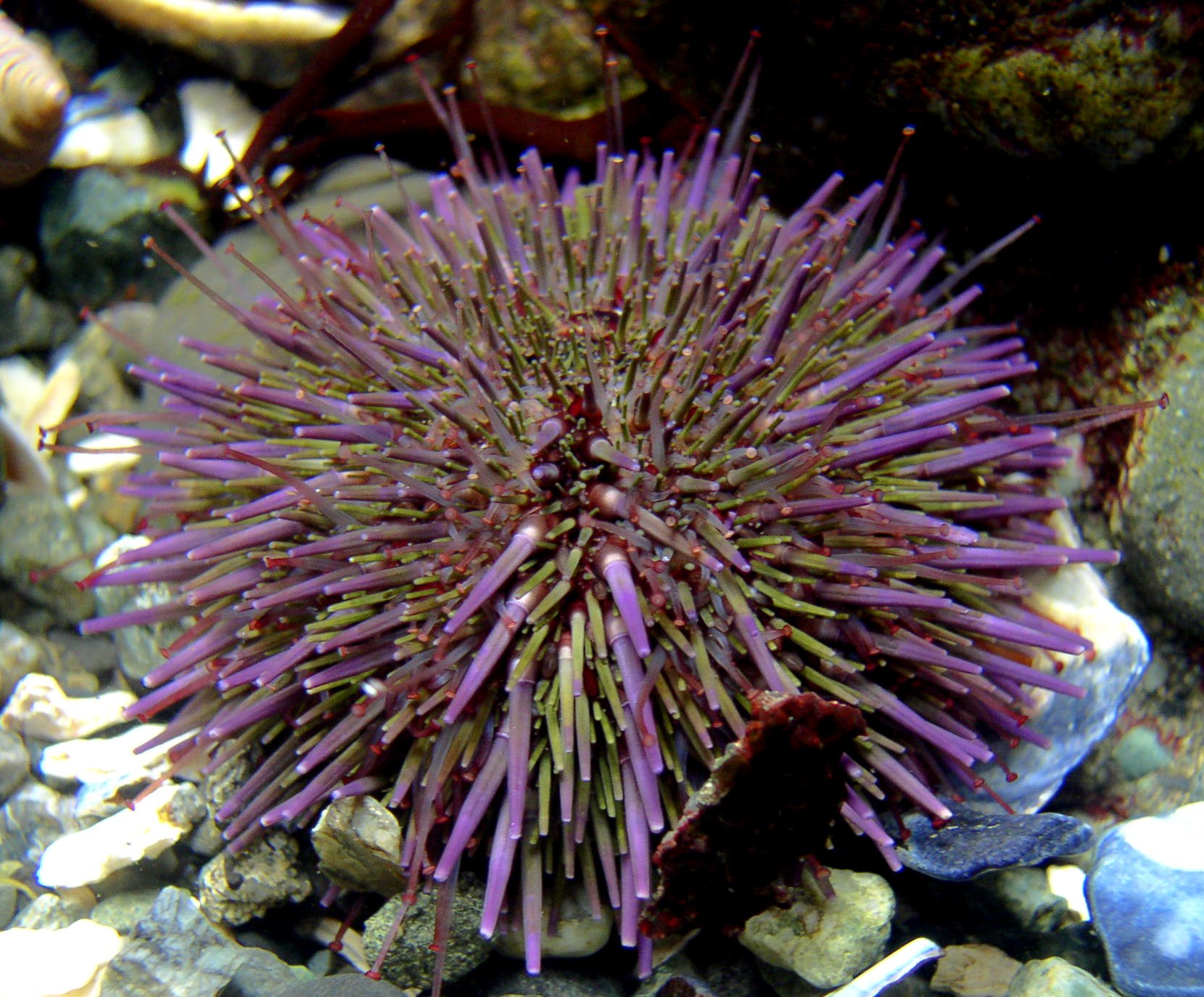
Strongylocentrotus purpuratus

- - Ordem Diadematoida
  - Ordem Echinothurioida
  - Ordem Pedinoida
- Superordem Echinacea
  - Ordem Arbacioida
  - Ordem Echinoida
  - Ordem Phymosomatoida
  - Ordem Salenioida
  - Ordem Temnopleuroida
- Superordem Gnathostomata
  - Ordem Clypeasteroida
  - Ordem Holectypoida

### ClasseHolothuroidea
- - Ordem Apodida
  - Ordem Aspidochirotida
  - Ordem Dendrochirotida
  - Ordem Elasipodida
  - Ordem Molpadida

### ClasseOphiocistioidea†
No ha ordems conhecidos.

### ClasseHelioplacoidea†
No ha ordems conhecidos, 2 known species, Helicoplacus curtisi and Helicoplacus guthi

## SubfiloBlastozoa†

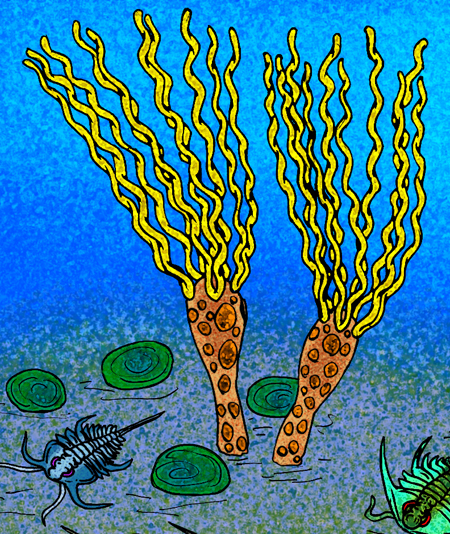
Gogia ojenai

### ClasseBlastoidea†
- Ordem Fissiculata
- Ordem Spiraculata

- Ordem †Macurdablastus

### ClasseEocrinoidea†
- Ordem Gogiida